# Альберто Джуліані
Альберто Джуліані (італ. Alberto Giuliani; нар. 25 грудня 1964, Сан-Северино-Марке) — італійський волейбольний тренер. Був головним тренером чоловічої збірної Словенії з волейболу, команди грецького клубу «Олімпіакос» (Пірей).

## Життєпис
Народжений 25 грудня 1964 року в Сан-Северино-Марке.
Під час своєї тренерської кар'єри очолював клуби «Sios Novavetro» (1996—1998), «Лібертас» (Libertas, Озімо, 1998—2000), «Esse-Ti Carilo» (Лорето, 2002—2006), «Famigliulo Corigliano» (2006—2008), «Marmi Lanza» (Верона, 2008—2009), «Бре Банка Ланутті» (Bre Banca Lannutti, Кунео, 2009—2011), «Cucine Lube Banca Marche» (Трея, 2011—2015), «Wixo LPR» (П'яченца, 2015—2018), «Галкбанк» (Halkbank, Анкара, Туреччина; 2018—2019), «Ассеко Ресовія» (Asseco Resovia Rzeszów, Ряшів, Польща, 2020—2021). У сезоні 2022—2023 — головний тренер грецького клубу «Олімпіакос» (Пірей).

## Досягнення

### Тренер
Зі збірними
- 2-е місце (зі збірною Словенії) — Чемпіонати Європи з волейболу серед чоловіків 2019, 2021

Із клубами
- володар Кубка виклику ЄКВ 2023